# Себарок
Себарок (малайск. Palau Sebarok) — необитаемый остров в Сингапурском проливе, часть государства Сингапур. Также известен как Средний остров. Имеет промышленное значение, так как на острове расположены резервуары с нефтепродуктами. Здесь происходит обработка нефти и переработка отходов. Этим занимается фирма Singaport Cleanseas. На острове расположен её офис. Добраться до острова можно на пароме.
Длина острова — 1,5 километр, ширина — 500 метров.